# Пушица Шамиссо
Пушица Шамиссо (лат. Eriophorum chamissonis) — вид травянистых растений рода Пушица (Eriophorum) семейства Осоковые (Cyperaceae).

## Ботаническое описание
Многолетнее растение. Стебли низкие, толстоватые. Плодущий колос густой, округленно обратно-яйцевидный. Пыльник 1,3—1,7 мм длиной. Щетинки обычно бледно рыжеватые, реже рыжеватые, редко почти белые.

## Распространение
Растёт по болотам и тундрам в арктических зонах Скандинавии, Сибири, Северной Америки.

## Значение и применение
Хорошо поедается северным оленем (Rangifer tarandus Linnaeus) весной, летом поедается удовлетворительно. В Якутии хорошо поедается весною европейским лосём (Alces alces Linnaeus).